# Rovigo Calcio 2006-2007
Questa pagina raccoglie le informazioni riguardanti il Rovigo Calcio nelle competizioni ufficiali della stagione 2006-2007.

## Stagione
Nella stagione 2006-2007 il Rovigo dopo una lunga assenza, durata 56 anni, torna nel calcio professionistico, a disputare il campionato di Serie C2. Sempre allenato da Carmine Parlato, anche nella nuova categoria parte di slancio, al termine del girone di andata è addirittura primo con 35 punti, grande sorpresa del girone B, poi però alla distanza cala, infatti nel girone di ritorno mette insieme solo 14 punti. Con il fieno messo in cascina nella prima parte del torneo, chiude la sua prima stagione di Serie C2 al sesto posto con 49 punti, a due punti dai Play-off, la Reggiana è quinta con 51 punti. Sono saliti di categoria il Foligno diretto, e la Paganese che vince i Play-off. Il Rovigo ha portato due suoi giocatori in doppia cifra di reti realizzate in campionato, Guerrino Gasparello con 13 reti e Giovanni Furlanetto con 11 centri. Nella Coppa Italia di Serie C il Rovigo disputa il girone C di qualificazione, che ha promosso la Virtus Bassano.

## Rosa
| N. |                    | Ruolo | Calciatore             |
| -- | ------------------ | ----- | ---------------------- |
|    | Italia (bandiera)  | C     | Vito Michele Antonelli |
|    | Italia (bandiera)  | D     | Matteo Bartoli         |
|    | Italia (bandiera)  | D     | Simone Borriero        |
|    | Italia (bandiera)  | C     | Matteo Cervellin       |
|    | Italia (bandiera)  | P     | Cristian Cicioni       |
|    | Italia (bandiera)  | C     | Alessandro Cortesi     |
|    | Italia (bandiera)  | D     | Simone Dal Degan       |
|    | Brasile (bandiera) | A     | Pereira Pablo De Luz   |
|    | Italia (bandiera)  | P     | Renato Dossena         |
|    | Italia (bandiera)  | C     | Giovanni Furlanetto    |
|    | Italia (bandiera)  | A     | Guerrino Gasparello    |
|    | Italia (bandiera)  | C     | Alessandro Livi        |

| N. |                    | Ruolo | Calciatore             |
| -- | ------------------ | ----- | ---------------------- |
|    | Italia (bandiera)  | C     | Paolo Macchia          |
|    | Italia (bandiera)  | A     | Adriano Marzeglia      |
|    | Nigeria (bandiera) | C     | John Otuagomah Olufemi |
|    | Italia (bandiera)  | C     | Simone Paselli         |
|    | Italia (bandiera)  | C     | Francesco Pescuma      |
|    | Italia (bandiera)  | A     | Emanuel Rizzi          |
|    | Italia (bandiera)  | C     | Matteo Rossi           |
|    | Italia (bandiera)  | C     | Simone Salviato        |
|    | Italia (bandiera)  | C     | Claudio Sciannamè      |
|    | Nigeria (bandiera) | D     | Jero Shakpoke          |
|    | Italia (bandiera)  | C     | Nicola Stocco          |
|    | Italia (bandiera)  | C     | Michael Vincenzi       |

## Risultati

### Girone d'andata
| Arbitro: | Pagano (Torre Annunziata) |

|                      |           |  |
| Campo 14’ Marchi 52’ | Marcatori |  |

| Arbitro: | Russo (Milano) |

|                               |           |            |
| Antonelli 17’ Marzeglia 90+2’ | Marcatori | 54’ Grassi |

| Arbitro: | Bagalini (Fermo) |

|               |           |                            |
| Antonelli 17’ | Marcatori | 29’ Sabatini 87’ Banchelli |

| Arbitro: | Paoloemilio (Lanciano) |

|  |           |                |
|  | Marcatori | 82’ Gasparello |

| Arbitro: | Tramontina (Udine) |

|                          |           |             |
| Gasparello 68’ Rizzi 73’ | Marcatori | 57’ Girardi |

| Arbitro: | Valeri (Roma) |

|                           |           |  |
| Giraldi 23’ Bongiorni 65’ | Marcatori |  |

| Arbitro: | Donati (Ravenna) |

|                                                        |           |                         |
| Gasparello 6’, 83’ Antonelli 16’ Furlanetto 81’ (rig.) | Marcatori | 27’ Micchi 54’ Pennucci |

| Arbitro: | Viti (Campobasso) |

|  |           |                                     |
|  | Marcatori | 50’ (rig.) Furlanetto 86’ Antonelli |

| Arbitro: | Santonocito (Abbiategrasso) |

|              |           |  |
| Salviato 76’ | Marcatori |  |

| Arbitro: | Vivenzi (Brescia) |

|                                 |           |               |
| Cavagna 5’ J. Turchi 39’, 45+1’ | Marcatori | 56’ Dal Degan |

| Arbitro: | Tidona (Torino) |

|                       |           |                       |
| Gasparello 82’, 90+2’ | Marcatori | 32’ Farris 42’ Tiberi |

| Arbitro: | Vuoto (Livorno) |

|  |           |                                |
|  | Marcatori | 49’ Gsparello 57’ (rig.) Rizzi |

| Arbitro: | Didato (Agrigento) |

|             |           |                          |
| Belleri 53’ | Marcatori | 36’ Gasparello 60’ Rizzi |

| Arbitro: | Tagarelli (Termoli) |

|                              |           |            |
| Furlanetto 6’ Gasparello 20’ | Marcatori | 55’ Jidayi |

| Arbitro: | Cavarretta (Trapani) |

|           |           |                            |
| Ferri 44’ | Marcatori | 2’ Shakpoke 88’ Furlanetto |

| Arbitro: | Ferrandini (Sondrio) |

|                               |           |           |
| Furlanetto 20’ Gasparello 68’ | Marcatori | 67’ Garba |

| Arbitro: | Tasso (La Spezia) |

|                |           |                       |
| Longobardi 78’ | Marcatori | 60’ (rig.) Furlanetto |

### Girone di ritorno
| Arbitro: | D'Alesio (Forlì) |

|                |           |           |
| Gasparello 53’ | Marcatori | 55’ Campo |

| Arbitro: | Lupo (Matera) |

|                          |           |                |
| Borgogni 13’ Zacchei 88’ | Marcatori | 54’ Furlanetto |

| Arbitro: | Stallone (Foggia) |

|                 |           |                |
| I. Graziani 84’ | Marcatori | 53’ Furlanetto |

| Arbitro: | Barletta (Bernalda) |

|                                  |           |                                             |
| Furlanetto 55’ Shakpoke 64’, 69’ | Marcatori | 7’ Stefani 50’ Ruffini 78’ (rig.) Catellani |

| Arbitro: | Manna (Isernia) |

|  |           |                              |
|  | Marcatori | 19’ Furlanetto 44’ Antonelli |

| Rovigo 18 febbraio 2007 23ª giornata | Rovigo                        | 0 – 0 | Carrarese | Stadio Francesco Gabrielli\| Arbitro: \| Valentini (Città di Castello) \| |
| Arbitro:                             | Valentini (Città di Castello) |       |           |                                                                           |

| Arbitro: | La Mura (Nocera Inferiore) |

|           |           |               |
| Vaira 64’ | Marcatori | 28’ Dal Degan |

| Arbitro: | Pizzi (Saronno) |

|                |           |                         |
| Gasparello 16’ | Marcatori | 11’ Gentile 88’ Zarineh |

| Poggibonsi 11 marzo 2007 26ª giornata | Poggibonsi           | 0 – 0 | Rovigo | Stadio Stefano Lotti\| Arbitro: \| Palazzino (Ciampino) \| |
| Arbitro:                              | Palazzino (Ciampino) |       |        |                                                            |

| Arbitro: | Giancola (Vasto) |

|  |           |                    |
|  | Marcatori | 80’ (aut.) Macchia |

| Arbitro: | Borracci (San Benedetto del Tronto) |

|                      |           |  |
| Dal Degan 75’ (aut.) | Marcatori |  |

| Arbitro: | Spadaccini (Vasto) |

|           |           |                |
| Rizzi 29’ | Marcatori | 32’ Vicedomini |

| Arbitro: | Buonocore (Nichelino) |

|                                 |           |                   |
| Furlanetto 26’ (rig.) Rizzi 61’ | Marcatori | 72’ (aut.) Stocco |

| Bellaria Igea Marina 22 aprile 2007 31ª giornata | Bellaria        | 0 – 0 | Rovigo | Stadio Enrico Nanni\| Arbitro: \| Vuoto (Livorno) \| |
| Arbitro:                                         | Vuoto (Livorno) |       |        |                                                      |

| Arbitro: | Baracani (Firenze) |

|                       |           |                    |
| Rizzi 52’, 57’ (rig.) | Marcatori | 30’ (rig.) Ranalli |

| Arbitro: | Gallione (Alessandria) |

|                              |           |                |
| Agostinelli 8’ Di Loreto 79’ | Marcatori | 42’ Gasparello |

| Arbitro: | Didato (Agrigento) |

|  |           |                            |
|  | Marcatori | 9’ Longobardi 65’ Biliotti |

### Coppa Italia di Serie C

#### Girone C
| Padova 23 agosto 2006 1ª giornata | Padova           | 0 – 0 | Rovigo | Stadio Euganeo\| Arbitro: \| Donati (Ravenna) \| |
| Arbitro:                          | Donati (Ravenna) |       |        |                                                  |

| Rovigo 27 agosto 2006 2ª giornata | Rovigo             | 0 – 0 | Südtirol | Stadio Francesco Gabrielli\| Arbitro: \| Tramontina (Udine) \| |
| Arbitro:                          | Tramontina (Udine) |       |          |                                                                |

| Arbitro: | Merchiori (Ferrara) |

|                                   |           |  |
| Abate 38’ Rondon 55’ A. Basso 75’ | Marcatori |  |

| 6 settembre 2006 4ª giornata |  | – Turno di riposo Rovigo |  |  |

| Arbitro: | Tommasi (Bassano del Grappa) |

|                        |           |             |
| Marzeglia 82’ Livi 84’ | Marcatori | 62’ Scapini |